# كفاءة لغوية

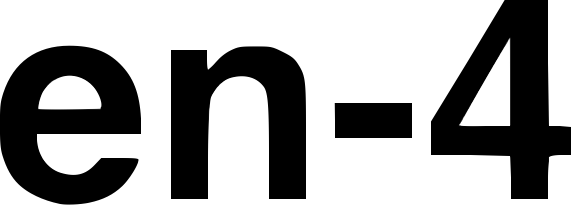
الكفاءة اللغوية للغة الإنجليزية

الكفاءة اللغوية (بالإنجليزية: Language proficiency) هي المدى الذي عنده يمكن للفرد أن يتحدث ويستمع ويقرأ في لغة واحدة، أو في أكثر من لغة، من خلال التواصل بفعالية، وفهم الأفكار باستخدام النظام النحوي للغة ومفرداتها، واستخدام أصواتها أو رموزها المكتوبة. ومن المسلم به وجود وجهين للكفاءة اللغوية، الأول في استخدام اللغة في الحياة اليومية، مما يمكن أن يُطلق عليه «الكفاءة اللغوية العامة». أما الثاني فيرتبط بمجال معرفي أو دراسي، أو ما يمكن أن يُطلق عليه «الكفاءة اللغوية الأكاديمية». وليس هناك فصل أو انفصال بين وجهي الكفاءة، إذ إن الكفاءة اللغوية الأكاديمية تتطلب المهارات ذاتها، التي تعتمد عليها الكفاءة اللغوية العامة في مواقف الاتصال الصفي أو الدراسي، وإن كانت تتطلب مهارات إضافية أعلى تتصل بالتركيب اللغوي للصف الدراسي.